# Велика Діївська вулиця

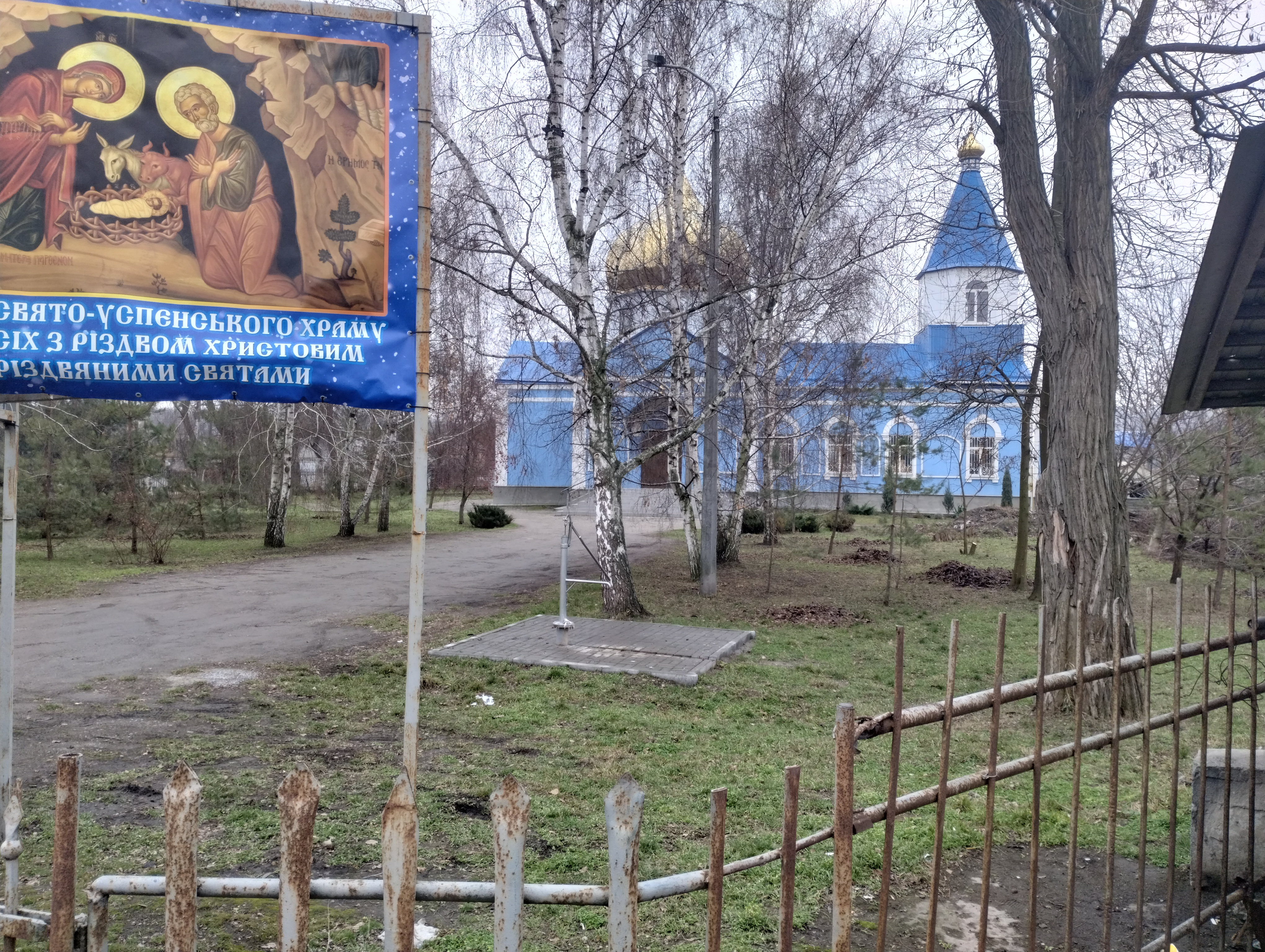
Вулиця Велика Діївська. Свято-Успенська церква (Діївка друга)

Велика Діївська вулиця — головна вулиця Діївки, місцевості у Новокодацькому районі, на заході міста Дніпро.
Має напрям зі сходу на захід. Вулиця рівнинна, є продовженням новокодацької частини проспекту Свободи й переходить у Доблесну вулицю у давньому селищі Сухачівка.
Довжина вулиці — 4900 метрів.
Вулиця бере початок наприкінці Чорноземної вулиці приблизно у середині південної межі мікрорайону «Червоний Камінь», що розташований на її лівій, північній стороні. На півдні розташована Діївка з двоповерховою забудовою соціалістичного селища «Зоря». На перетині з вулицею Юрія Кондратюка утворює велику площу зі станцією метро «Покровська» та «Трохимівським базаром».
Після перехрестя з вулицею Юрія Кондратюка по лівому боці вулиці височить багатоповерховий мікрорайон «Покровський», що закінчується перехрестям з Метробудівською вулицею. У забудові Покровського, біля перехрестя з Метробудівською вулицею розташована давня Діївський православний Хрестовоздвиженський храм.

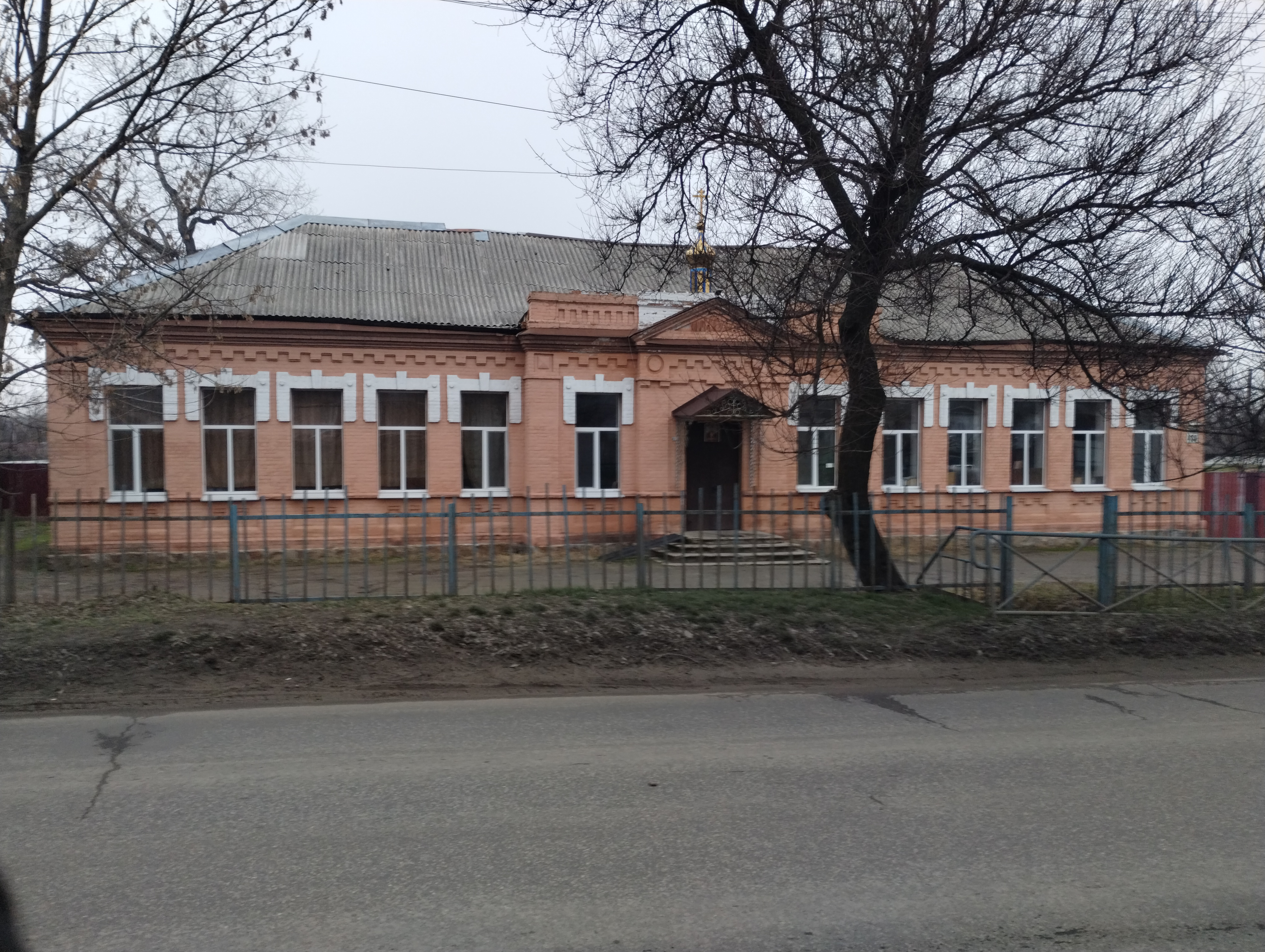
Парафіяльна школа Свято-Успенської церкви

Від вулиці Метробудівської до Гідропаркової на лівій, північній стороні вулиці височить мікрорайон «Парус». 270-ті номери будинків по Великій Діївській вулиці є приблизною межею між Діївкою-1 й Діївкою-2. Місце переходу Великої Діївської у Доблесну вулицю є межею між Діївкою й Сухачівкою.

## Історія

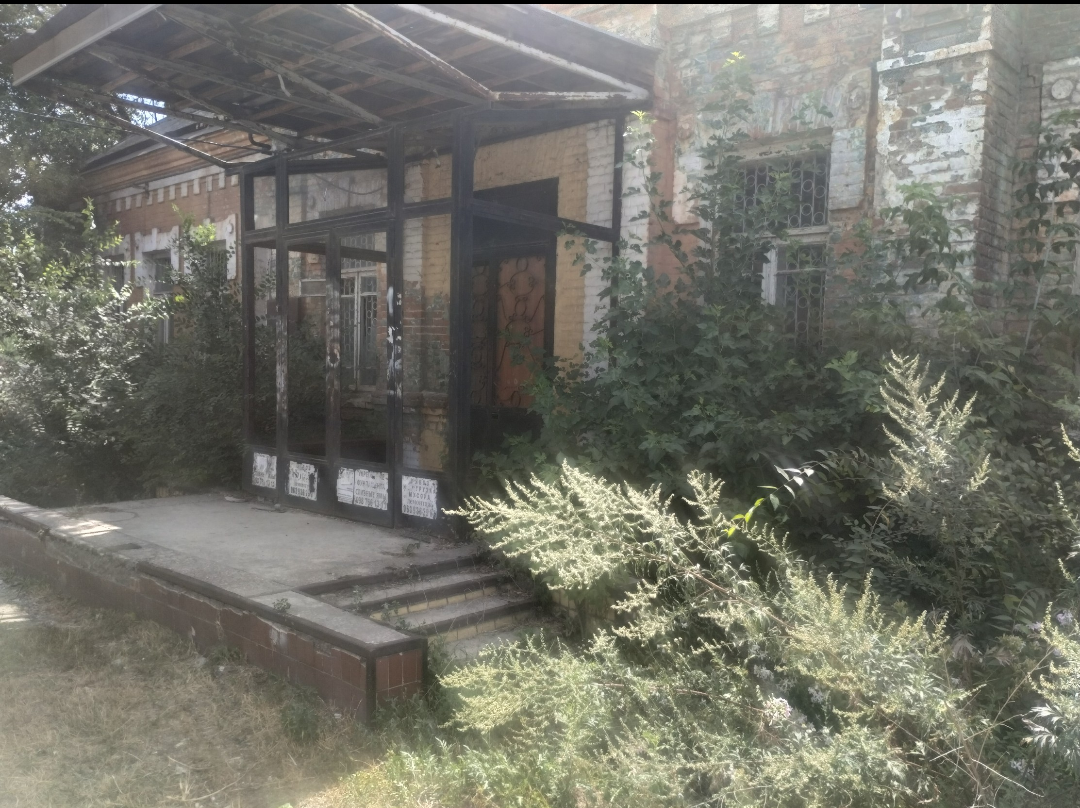
Вулиця Велика Діївська 129. Покинута будівля парафіяльної школи Хрестовоздвиженської церкви. У 1980 - ті роки - Ленінський Райвідділ УМВС у Дніпропетровській області.

Велика Діївська була частиною великого давнього шляху, що йшов по правобережжю від Києва до Монастирки й далі на Крарійську переправу. 
Радянська влада більшовиків перейменувала вулицю у Братів Трофимових. Брати Трофимови були робітниками брянського заводу, що брали участь у більшовицькому перевороті у Катеринославі.
До перейменування 2015 року мала назву — вулиця Братів Трофимових.

## Будівлі
- № 16 — Міськводоканал
- № 30 — Лінійне управління поліції на Дніпровському метрополітені,
- № 38 — Супермаркет «Varus»
- № 40 — Трофимівський ринок
- № 42 — Середня загальноосвітня школа № 97 імені П. І. Шкідченка
- № 50 — Дитячий дошкільний заклад № 346
- № 60 — Дитячий дошкільний заклад
- № 111 — КНП «Дніпровська міська лікарня № 5 ДМР» та поліклініка № 5
- N-°129 — Будівля парафіяльної школи Свято-Хрестовоздвиженської церкви. У 1980-ті роки в будинку знаходився Ленінський Райвідділ міліції. Нині покинута і руйнується.
- № 217 — Дніпровська юнацька флотилія. Колишня Середня загальноосвітня школа № 95,
- № 292 — Діївське поштове відділення 49016
- N°424 — Діївська філія Дніпровської міської бібліотеки для дітей та юнацтва.
- № 430 — Соціальний гуртожиток для дітей-сиріт. Будівля парафіяльної школи Свято-Успенської церкви
- № 457 — Храм Успіння Пресвятої Богородиці
- № 463 — Середня загальноосвітня школа № 94
- № 523 — Колишній Дніпропетровський завод торговельного обладнання (ДЗТО), нині приватне підприємство з ремонту і виготовлення рибальських човнів
- № 545 — Суднобудівна компанія «Колібрі».

## Перехресні вулиці
- Проспект Свободи
- Чорноземна вулиця
- Макіївська вулиця
- Водостічна вулиця
- Рубіновий бульвар
- вулиця Юрія Кондратюка
- Сталеварівська вулиця
- Вулиця Максима Дія
- Червонокалиновський провулок
- Арзамаська вулиця
- Вулиця Ватутіна
- Метробудівська вулиця
- Повстанська вулиця
- Повстанський провулок
- Квітковий провулок
- Моніторна вулиця
- Гідропаркова вулиця
- Вулиця Вільямса
- Таганська вулиця
- Лірницька вулиця
- Мукачівська вулиця
- Провулок Відродження,
- Вулиця Андрійченка
- Діївський проїзд
- Братська вулиця
- Доблесна вулиця.